# دریس هلسلوت
دریس هلسلوت (هلندی: Dries Helsloot؛ زادهٔ ۴ ژانویه ۱۹۳۷) دوچرخه‌سوار اهل هلند است.
وی در مسابقات کشوری و بین‌المللی در مجموع برندهٔ ۱ مدال برنز شده‌است.